# Comunità montana valle del Tidone
La Comunità montana valle del Tidone è stata una comunità montana italiana con sede a Nibbiano, in provincia di Piacenza, nella regione Emilia-Romagna.

## Storia
La comunità montana valle del Tidone nasce nel 2001 a seguito della fuoriuscita del comune di Pecorara dalla comunità montana Appennino Piacentino; la nuova comunità montana viene costituita da 4 comuni, tutti posti tra la val Tidone e le valli dei suoi affluenti:
- Caminata
- Nibbiano
- Pecorara
- Pianello Val Tidone

Nel 2008, a seguito di una delibera regionale che proponeva lo scioglimento della comunità montana e la creazione, in sua sostituzione di un'unione di comuni composta dagli stessi quattro centri parte facenti parte della comunità montana, oppure, in alternativa, prevedeva che il comune di Pecorara potesse venire di nuovo incluso all'interno della comunità montana Appennino Piacentino.
In seguito la comunità viene definitivamente soppressa tramite un decreto del presidente della giunta regionale emanato il 27 febbraio 2009 che fissa la data di effettiva soppressione nella data di creazione dell'unione destinata a succedere alla comunità montana, oppure, in caso di mancata costituzione della nuova unione, al 30 giugno 2009.
In seguito allo scioglimento, avviene la contestuale istituzione dell'Unione dei Comuni Valle del Tidone, della quale entrano a far parte inizialmente due dei quattro comuni membri della soppressa comunità montana: Pecorara e Pianello Val Tidone. La sede del nuovo ente viene fissata a Pianello. In seguito, nel 2013 si assiste all'entrata del comune di Nibbiano all'interno dell'unione.
In seguito l'ente, dopo aver modificato il proprio nome in Unione dei Comuni Val Tidone e spostato la propria sede a Castel San Giovanni nel 2015, a seguito dell'entrata di quest'ultimo comune, precedentemente parte dell'unione Bassa Valtidone, è rimasto attivo fino al 1º gennaio 2018 quando, a seguito della costituzione del nuovo comune di Alta Val Tidone, nato a seguito della fusione di Caminata, Nibbiano e Pecorara, l'unione viene sciolta.